# Wilhelm Johannsen
Wilhelm Ludvig Johannsen (Koppenhága, 1857. február 3. – Koppenhága, 1927. november 11.) dán botanikus. 

## Munkássága
1909-ben ő alkotta meg a gén szót, amely a görög életet adni kifejezésből származik. Mielőtt a Koppenhágai Egyetemen az agrártudományok professzora lett, a koppenhágai Agrártudományi Intézetben dolgozott. 1909-ben ugyancsak ő alkotta meg a fenotípus és a genotípus szavakat.